# Рябці
Ря́бці — село в Україні, у Новобілоуській сільській громаді Чернігівського району Чернігівської області. Населення становить 241 осіб. До 2020 орган місцевого самоврядування — Хмільницька сільська рада.
Станом на 2018 рік в селі проживають переважно пенсіонери, молодь виїхала. Чернігівці купили деякі хати і використовують їх як дачі.

## Історія
За даними на 1859 рік у козачому й власницькому селі Чернігівського повіту Чернігівської губернії мешкало 299 осіб (147 чоловічої статі та 152 — жіночої), налічувалось 134 дворових господарства, існувала православна церква.
12 червня 2020 року, відповідно до розпорядження Кабінету Міністрів України № 730-р від «Про визначення адміністративних центрів та затвердження територій територіальних громад Чернігівської області», село увійшло до складу Новобілоуської сільської громади.
19 липня 2020 року, в результаті адміністративно-територіальної реформи та ліквідації колишнього Чернігівського району, село увійшло до складу новоутвореного Чернігівського району.

## Населення

### Мова
Розподіл населення за рідною мовою за даними перепису 2001 року:
| Мова       | Кількість | Відсоток |
| ---------- | --------- | -------- |
| українська | 233       | 96.68%   |
| російська  | 7         | 2.90%    |
| білоруська | 1         | 0.42%    |
| Усього     | 241       | 100%     |

## Освіта
Станом на 2018 рік за словами місцевих жителів, дітей із села забирає шкільний автобус і відвозить на навчання до Хмільниці.

## Транспорт
5 разів на день до села із Чернігова їздить маршрутка № 22. Вартість проїзду 8.5 гривень.
Дорога до села (станом на 2018) у гарному стані, асфальтована.

## Відомі земляки
- Жабинський Дмитро Іванович (1920 — 1945) — радянський військовий льотчик, Герой Радянського Союзу.